# Roman Szyszkin
Roman Aleksandrowicz Szyszkin (ros. Роман Александрович Шишкин, ur. 27 stycznia 1987 w Woroneżu) – rosyjski piłkarz grający na pozycji środkowego lub bocznego obrońcy albo defensywnego pomocnika.

## Kariera klubowa
Szyszkin urodził się w mieście Woroneż. Po ukończeniu miejscowej szkoły piłkarskiej, w wieku 15 lat podpisał kontrakt z klubem Fakieł Woroneż. Przez kilka lat występował w rezerwach tego klubu, a w 2004 roku wyjechał z rodzicami do Moskwy. Trafił do Spartaka Moskwa, a do tego klubu ściągnął go włoski trener Nevio Scala. W tamtym roku zadebiutował nawet w Premier Lidze w meczu z FK Rostów (5:2) mając 17 lat, ale na skutek transferów Nemanji Vidicia i Clemente Rodrígueza nie miał szans na grę i został odesłany do rezerw Spartaka. Do pierwszego zespołu Roman wrócił w 2006 roku, a na skutek kontuzji Jegora Titowa wskoczył do pierwszego składu. Po powrocie Titowa do drużyny, Radoslav Kováč został przesunięty do pomocy, Martin Jiránek do środka defensywy, a Szyskin zaczął grać na prawej obronie. Niedługo potem do zespołu przybył Brazylijczyk Géder, ale Szyskin nie stracił miejsca w składzie i do końca roku 2006 był jego zawodnikiem. Wywalczył wicemistrzostwo Rosji, a także zadebiutował w fazie grupowej Ligi Mistrzów. W 2007 roku ponownie został wicemistrzem kraju.
W 2009 roku Szyszkin został wypożyczony do Krylji Sowietow Samara. 5 kwietnia zadebiutował w przegranym 1:2 wyjazowym spotkaniu z Lokomotiwem Moskwa. W Krylji grał do końca roku.
W 2010 roku Szyszkin przeszedł do Lokomotiwu Moskwa. Zadebiutował w nim 7 sierpnia 2010 w meczu z Krylją Sowietow (0:0). W sezonie 2014/2015 zdobył z Lokomotiwem Puchar Rosji.
W 2017 roku Szyszkin został zawodnikiem FK Krasnodar, w którym zadebiutował 5 marca 2017 w zremisowanym 2:2 domowym meczu ze Spartakiem Moskwa. Wiosną 2019 był z niego wypożyczony do Krylji Sowietow Samara.
Jesienią 2019 Szyszkin grał w zespole Torpeda Moskwa, a wiosną 2020 w Spartaka-2 Moskwa. Latem 2020 przeszedł do Znamii Nogińsk.
| Sezon   | Klub                   | Kraj  | Rozgrywki        | Mecze | Bramki |
| ------- | ---------------------- | ----- | ---------------- | ----- | ------ |
| 2004    | Spartak Moskwa         | Rosja | Priemjer-Liga    | 1     | 0      |
| 2005    | Spartak Moskwa         | Rosja | Priemjer-Liga    | 0     | 0      |
| 2006    | Spartak Moskwa         | Rosja | Priemjer-Liga    | 14    | 1      |
| 2007    | Spartak Moskwa         | Rosja | Priemjer-Liga    | 26    | 0      |
| 2008    | Spartak Moskwa         | Rosja | Priemjer-Liga    | 13    | 0      |
| 2009    | Krylja Sowietow Samara | Rosja | Priemjer-Liga    | 25    | 0      |
| 2010    | Spartak Moskwa         | Rosja | Priemjer-Liga    | 0     | 0      |
| 2010    | Lokomotiw Moskwa       | Rosja | Priemjer-Liga    | 15    | 0      |
| 2011/12 | Lokomotiw Moskwa       | Rosja | Priemjer-Liga    | 41    | 3      |
| 2012/13 | Lokomotiw Moskwa       | Rosja | Priemjer-Liga    | 20    | 0      |
| 2013/14 | Lokomotiw Moskwa       | Rosja | Priemjer-Liga    | 24    | 2      |
| 2014/15 | Lokomotiw Moskwa       | Rosja | Priemjer-Liga    | 23    | 0      |
| 2015/16 | Lokomotiw Moskwa       | Rosja | Priemjer-Liga    | 19    | 0      |
| 2016/17 | Lokomotiw Moskwa       | Rosja | Priemjer-Liga    | 11    | 0      |
| 2016/17 | FK Krasnodar           | Rosja | Priemjer-Liga    | 5     | 0      |
| 2017/18 | FK Krasnodar           | Rosja | Priemjer-Liga    | 20    | 0      |
| 2018/19 | FK Krasnodar           | Rosja | Priemjer-Liga    | 3     | 0      |
| 2018/19 | FK Krasnodar-2         | Rosja | Pierwyj diwizion | 2     | 0      |
| 2018/19 | Krylja Sowietow Samara | Rosja | Priemjer-Liga    | 12    | 0      |
| 2019/20 | Torpedo Moskwa         | Rosja | Pierwyj diwizion | 18    | 1      |
| 2019/20 | Spartak-2 Moskwa       | Rosja | Pierwyj diwizion | 2     | 0      |
| 2020/21 | Znamia Nogińsk         | Rosja | Wtoroj diwizion  | 21    | 1      |

## Kariera reprezentacyjna
Szyskin ma za sobą występy w młodzieżowej reprezentacji Rosji U-21. Natomiast 24 marca 2007 zadebiutował w pierwszej reprezentacji w wygranym 2:0 spotkaniu z Estonią, rozegranym w ramach eliminacji do Euro 2008. Od 2007 do 2017 rozegrał w kadrze narodowej 16 meczów.